# Sergio Mina
Sergio Mina (n. Esmeraldas, Ecuador; 12 de marzo de 1990) es un futbolista ecuatoriano. Juega de delantero y su equipo actual es Juventud Pinulteca FC de la Primera División de Guatemala.

## Trayectoria
Empezó su carrera futbolística en el equipo militar en el año 2009, se formó e hizo todas las formativas en El Nacional, la sub-14, la sub-16, la sub-18 y la reserva. Tuvo un paso por Mushuc Runa que en 2009 disputaba la Segunda Categoría, ahí debutó en torneos nacionales profesionales. En 2010 fue cedido a préstamo a Sociedad Deportiva Aucas y 2011 llegó a Independiente del Valle por tres meses, el resto de 2011 lo jugó con Centro Deportivo Olmedo.
Bajo el mando de Dragan Miranovic tuvo su debut en el primer equipo de Olmedo en la máxima categoría del fútbol ecuatoriano el 18 de mayo de 2011, en el partido de la fecha 19 de la torneo 2011 ante Emelec, entró al cambió al segundo tiempo por Ignacio Amarilla, partido que terminó con victoria de Olmedo por 2–1. Con el Ciclón de los Andes disputó en total 14 partidos en dos temporadas.
Para 2013 es fichado por Macará de Ambato, con el ídolo celeste marcó su primer gol en la Serie A de Ecuador el 27 de junio de 2013 en la fecha 21 de la primera etapa, convirtió el único gol a los 48 minutos en la derrota de Macará ante El Nacional como visitante por 1–3. En 2014 juega por Liga Deportiva Universitaria de Loja donde en 35 partidos convirtió en total 5 goles.
En la temporada 2015 es contratado por Universidad Católica para disputar la Serie A y Copa Sudamericana. Con el equipo camarata tuvo su primera experiencia internacional, disputó unos minutos ante Deportivo La Guaira de Venezuela por la primera fase del torneo. En 2016 fue ratificado en el Católica, al final de su paso por el club quiteño jugó 57 encuentros y marcó 7 goles. En 2017 Deportivo Cuenca se hace de sus servicios, con los morlacos jugó 18 partidos y anotó un gol, su segunda participación internacional fue contra Oriente Petrolero de Bolivia por la primera fase de la Copa Sudamericana 2017, también jugando por Deportivo Cuenca.
En su segundo paso con Mushuc Runa en 2018 consiguió su primer título en campeonatos profesionales organizados por la Federación Ecuatoriana de Fútbol, se coronó campeón de la Serie B 2018, en dicha campaña aportó con 4 goles en 25 partidos, producto del título consiguió el ascenso a la Serie A. En 2019 se produce su llegada a Fuerza Amarilla de la ciudad de Machala con la consigna de aportar al equipo para mantenerse en la Primera A del fútbol ecuatoriano, ayudó con 4 goles en 18 partidos, sin embargo el equipo aurinegro descendió al final de la temporada.
En 2020 es fichado por el Atlético Porteño para disputar la Serie B 2020.

## Estadísticas
- Actualizado el 28 de marzo de 2022.[19][20]

### Clubes
| Club                 | Temporada     | Liga | Liga  | Copa | Copa  | Internacional | Internacional | Total | Total |
| Club                 | Temporada     | PJ   | Goles | PJ   | Goles | PJ            | Goles         | PJ    | Goles |
| -------------------- | ------------- | ---- | ----- | ---- | ----- | ------------- | ------------- | ----- | ----- |
| El Nacional          | 2005          | 0    | 0     | —    | —     | —             | —             | 0     | 0     |
| El Nacional          | 2006          | 0    | 0     | —    | —     | —             | —             | 0     | 0     |
| El Nacional          | 2007          | 0    | 0     | —    | —     | —             | —             | 0     | 0     |
| El Nacional          | 2008          | 0    | 0     | —    | —     | —             | —             | 0     | 0     |
| El Nacional          | 2009          | 0    | 0     | —    | —     | —             | —             | 0     | 0     |
| El Nacional          | Total         | 0    | 0     | —    | —     | —             | —             | 0     | 0     |
| Mushuc Runa          | 2009          | 9    | 2     | —    | —     | —             | —             | 9     | 2     |
| Mushuc Runa          | Total         | 9    | 2     | —    | —     | —             | —             | 9     | 2     |
| Aucas                | 2010          | 23   | 8     | —    | —     | —             | —             | 23    | 8     |
| Aucas                | Total         | 23   | 8     | —    | —     | —             | —             | 23    | 8     |
| Olmedo               | 2011          | 27   | 13    | —    | —     | —             | —             | 27    | 13    |
| Olmedo               | 2012          | 14   | 0     | —    | —     | —             | —             | 14    | 0     |
| Olmedo               | Total         | 41   | 13    | —    | —     | —             | —             | 41    | 13    |
| Imbabura S. C.       | 2012          | 2    | 0     | —    | —     | —             | —             | 2     | 0     |
| Imbabura S. C.       | Total         | 2    | 0     | —    | —     | —             | —             | 2     | 0     |
| Macará               | 2013          | 29   | 3     | —    | —     | —             | —             | 29    | 3     |
| Macará               | Total         | 29   | 3     | —    | —     | —             | —             | 29    | 3     |
| Liga de Loja         | 2014          | 35   | 5     | —    | —     | —             | —             | 35    | 5     |
| Liga de Loja         | Total         | 35   | 5     | —    | —     | —             | —             | 35    | 5     |
| Universidad Católica | 2015          | 32   | 3     | —    | —     | 1             | 0             | 33    | 3     |
| Universidad Católica | 2016          | 25   | 4     | —    | —     | 0             | 0             | 25    | 4     |
| Universidad Católica | Total         | 57   | 7     | —    | —     | 1             | 0             | 58    | 7     |
| Deportivo Cuenca     | 2017          | 18   | 1     | —    | —     | 1             | 0             | 19    | 1     |
| Deportivo Cuenca     | Total         | 18   | 1     | —    | —     | 1             | 0             | 19    | 1     |
| Mushuc Runa          | 2018          | 25   | 4     | —    | —     | —             | —             | 25    | 4     |
| Mushuc Runa          | Total         | 25   | 4     | —    | —     | —             | —             | 25    | 4     |
| Fuerza Amarilla      | 2019          | 18   | 4     | 1    | 1     | —             | —             | 19    | 5     |
| Fuerza Amarilla      | Total         | 18   | 4     | 1    | 1     | —             | —             | 19    | 5     |
| Atlético Porteño     | 2020          | 17   | 3     | —    | —     | —             | —             | 17    | 3     |
| Atlético Porteño     | 2021          | 9    | 1     | —    | —     | —             | —             | 9     | 1     |
| Atlético Porteño     | Total         | 26   | 4     | —    | —     | —             | —             | 26    | 4     |
| Aragua F. C.         | 2022          | 2    | 0     | —    | —     | —             | —             | 2     | 0     |
| Aragua F. C.         | Total         | 2    | 0     | —    | —     | —             | —             | 2     | 0     |
| Total carrera        | Total carrera | 285  | 51    | 1    | 1     | 2             | 0             | 288   | 52    |

## Palmarés

### Campeonatos nacionales
| Título  | Club        | País    | Año  |
| ------- | ----------- | ------- | ---- |
| Serie B | Mushuc Runa | Ecuador | 2018 |